# Golf (Nintendo)
Golf (Japans: ゴルフ; Gorufu) is een computerspel dat werd ontwikkeld en uitgegeven door Nintendo. Het spel kwam in 1984 uit voor de Nintendo Entertainment System. Met het sportspel kan de speler golfspelen. Het personage met de snor stelt Mario voor. Speler een heeft andere kleren dan speler twee. Het perspectief is in de derde persoon met bovenaanzicht.

## Platform
| Jaar | Platform                    |
| ---- | --------------------------- |
| 1984 | NES                         |
| 1985 | PC-88, Sharp X1             |
| 1986 | Famicom Disk System, Arcade |
| 1989 | Game Boy                    |
| 2003 | Game Boy Advance            |
| 2011 | Virtual Console (3DS)       |
| 2013 | Virtual Console (Wii U)     |

## Ontvangst
| Beoordeeld door     | Jaar | Platform | Score |
| ------------------- | ---- | -------- | ----- |
| Total!! UK Magazine | 1992 | Game Boy | 92%   |
| GamesCollection     | 2009 | Game Boy | 90%   |
| Player One          | 1990 | Game Boy | 90%   |
| All Game Guide      | 1998 | Game Boy | 80%   |
| Total! (Duitsland)  | 1995 | Game Boy | 75%   |
| Power Play          | 1990 | Game Boy | 72%   |
| Jeuxvideo.com       | 2012 | NES      | 70%   |
| Tilt                | 1987 | NES      | 65%   |
| HonestGamers        | 2013 | NES      | 50%   |
| Power Play          | 1987 | NES      | 50%   |

Golf · 
NES Open Tournament Golf · 
Mario Golf (N64) · 
Mario Golf (GBC) · 
Toadstool Tour · 
Advance Tour · 
World Tour